# فتيحة دوبة
فتيحة دوبة (بالفرنسية: Fatiha Douba)‏ هي رياضية جزائرية إختصاص الجيدو من مواليد 09 جويلية 1968 بمدينة غليزان.

## المشوار الرياضي
ألتحقت مبكرا بفريق IRB Relizane وانضمت للفريق الوطني للجيدو عام 1984.

## ألقاب

### محلية
- بطلة الجزائر 10 مرات.[1]

### دولية
- بطلة في البطولة العربية للجيدو 1989 بتونس.[2][3]
- مدالية ذهبية في البطولة الإفريقية للجيدو 1990بالجزائر.[4]
- ميدالية فضية في البطولة الإفريقية للجيدو 1992ببور لويس جزر موريس.[5]

## وصلات أخرى
- جودو
- بطولة أفريقيا لألعاب القوى